# Рада Видиновска
Рада Видиновска (на македонска литературна норма: Рада Видиновска) е северномакедонска поетеса.

## Биография
Родена е на 15 юли 1944 година в битолското село Живойно, тогава анексирано от България, днес в Северна Македония. В 1970 година със семейството си се изселва в Торонто, Канада. Членка е на Литературното дружество „Братя Миладиновци“ в Торонто. Членка е на Дружеството на писателите на Македония от 1997 година.

## Творчество
- Бисерни капки од Нијагара (1992)
- Молњи во окото (1992)
- Белези на душата (1993)

Носителка е на наградата „Иселничка грамота“ от 1992 година.